# Linea di impresa
Linea di impresa (in inglese, line of business o LOB) è una locuzione generale che si riferisce a un prodotto o ad un insieme di prodotti che servono ad una particolare transazione del cliente o ad un'esigenza di impresa. In alcuni settori industriali, come nell'assicurazione, la "linea di impresa" ha anche una definizione contabile e normativa per soddisfare un insieme regolamentare di politiche assicurative. Può essere o non essere un'area strategica di affari rilevante.
"Linea di impresa" spesso si riferisce ad un'unità di business interna all'impresa, laddove il termine "industria" si riferisce ad una vista esterna che comprende tutti i concorrenti che competono in un mercato simile. Una linea di impresa esaminerà spesso la sua posizione in un'industria usando un modello delle cinque forze competitive di Porter (o altro metodo di analisi industriale) ed altre informazioni industriali rilevanti.

## Applicazioni informatiche
Nel contesto informatico, un'"applicazione linea d'impresa" è una dell'insieme di applicazioni informatiche essenziali percepite come vitali per la vita dell'impresa. Per esempio:

"La governance è diventata l'argomento scottante della SOA lo scorso anno. Nel momento in cui l'uso della SOA da parte delle società diviene effettivo, diffuso e line-of-business, l'esigenza di assicurare che i sistemi siano governati appropriatamente si è manifestata come il principale interesse per chi ha adottato la SOA."

## Mobile LOB
La locuzione (inglese) mobile LOB si riferisce ad applicazioni LOB che vengono eseguite su computer mobili o PDA — di solito "resi rustici" per l'uso sul campo per gestire la transazione al domicilio del cliente con il minimo uso di carta.
Il route accounting mobile fornisce un esempio di tipica applicazione mobile.